# Cheshmeh Par
Cheshmeh Par (persiska: چشمه پر) är en ort i Iran.   Den ligger i provinsen Lorestan, i den centrala delen av landet, 300 km sydväst om huvudstaden Teheran. Cheshmeh Par ligger 2 142 meter över havet och antalet invånare är 581.
Terrängen runt Cheshmeh Par är kuperad söderut, men norrut är den platt. Runt Cheshmeh Par är det ganska glesbefolkat, med 29 invånare per kvadratkilometer. Närmaste större samhälle är Kān Sorkh, 7,1 km nordväst om Cheshmeh Par. Trakten runt Cheshmeh Par består i huvudsak av gräsmarker.